# (4058) Cecilgreen
(4058) Cecilgreen es un asteroide perteneciente al cinturón de asteroides, descubierto el 4 de mayo de 1986 por Edward Bowell desde la Estación Anderson Mesa (condado de Coconino, cerca de Flagstaff, Arizona, Estados Unidos).

## Designación y nombre
Designado provisionalmente como 1986 JV. Fue nombrado Cecilgreen en honor del filántropo estadounidense Cecil H. Green.